# Eicomorpha epipsiloides
Eicomorpha epipsiloides är en fjärilsart som beskrevs av Charles Boursin 1970. Eicomorpha epipsiloides ingår i släktet Eicomorpha och familjen nattflyn. Inga underarter finns listade i Catalogue of Life.